# Alte Waage (Leer)

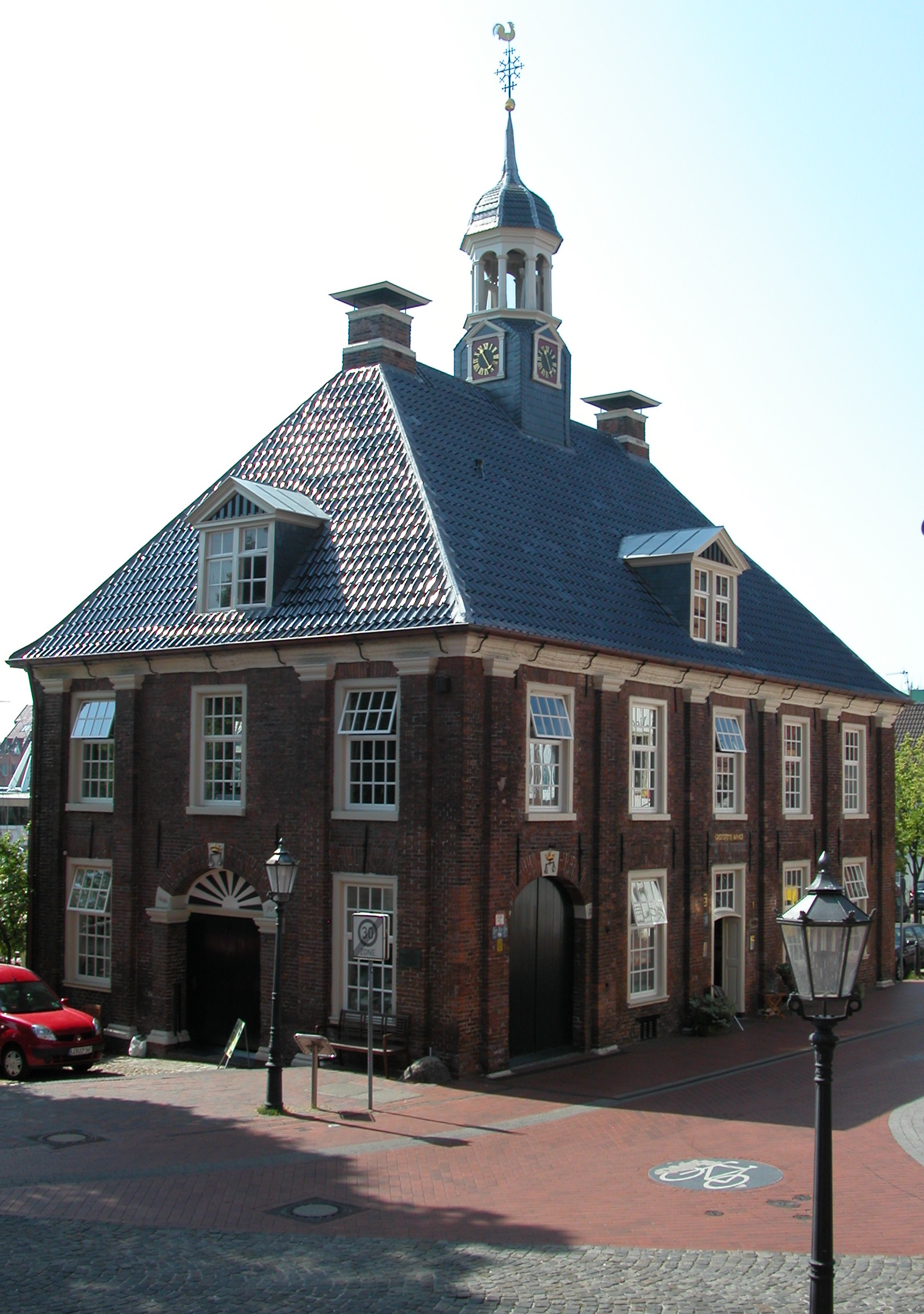
Die Alte Waage am Markt.

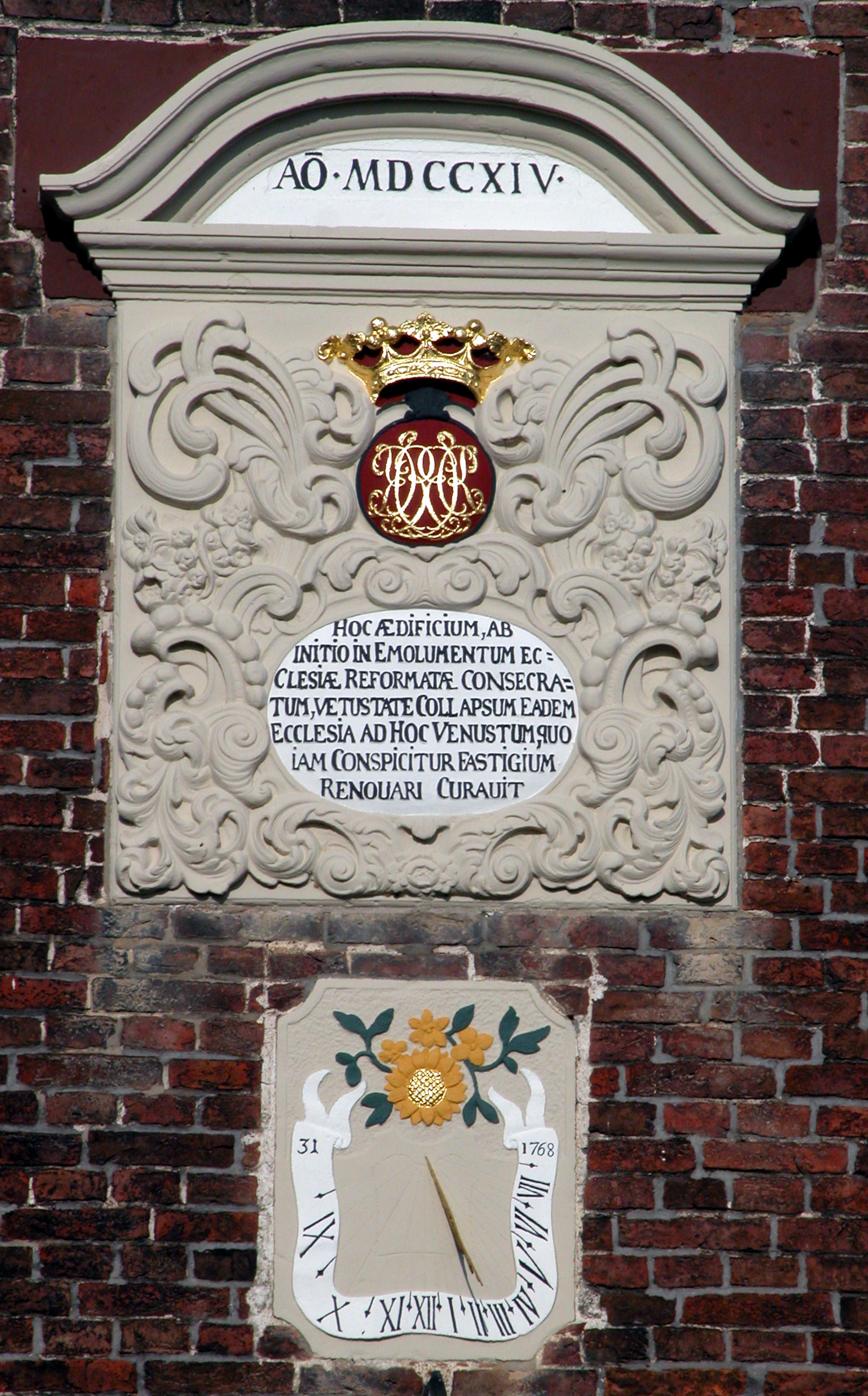
Römische Jahreszahl „1714“ über Wappen und Sonnenuhr auf der Südwestseite der Alten Waage.

Die Alte Waage am Handelshafen von Leer entstand 1714 als letzter Bau im Stil des niederländischen klassizistischen Barock in Ostfriesland.

## Geschichte
Mit der Verleihung des Marktrechts erhielt Leer 1508 auch das Wiegerecht. Dieses sicherte sich die Reformierte Gemeinde, da die erste Leeraner Waage bis 1570 im Glockenturm der heute abgegangenen Kirche St. Liudger untergebracht war. Die Gemeinde finanzierte mit den Einnahmen seit der Gründung der Lateinschule im Jahre 1584 die Lehrer dieser Schule. Nach dem Zuzug niederländischer Glaubensflüchtlinge – vorwiegend Reformierte und Mennoniten – aus den Ommelanden und aus Groningen verlagerte sich das wirtschaftliche Geschehen seit 1556 immer weiter an den Hafen am Ledaufer.  Im Jahr 1570 wurde deshalb die Waage an die Leda verlegt und damit zur Keimzelle der späteren Hafenwirtschaft. Zunächst war die Waage in einem einfachen Holzgebäude untergebracht. Dieses wurde mit der Zeit baufällig und 1714 durch die geräumige neue Waage ersetzt. 1865 hob das Königreich Hannover auf Druck der Kaufleute das mit der Waage verbundene Wiegemonopol der reformierten Kirche auf und gab es an die Stadt weiter. 1921 erwarb der Verein für Heimatschutz und Heimatgeschichte die Waage, in dessen Besitz sie sich bis dato befindet. Heute ist ein Restaurant in dem Gebäude untergebracht.

## Baubeschreibung
Die Alte Waage ist ein zweigeschossiger Backsteinbau mit Doppelwalmdach im Stil des niederländischen Hochbarock, der klassizistische Züge trägt. Die Fassade ist durch Kolossalpilaster und die einfachen, großen Fenster streng gegliedert. Das Doppelwalmdach, der Dachreiter mit Uhr und offener Laterne, Widmungsstein und Sonnenuhr gehen auf Vorbilder des niederländischen Barock zurück.
Die auf der Südwestseite eingelassene lateinische Inschrift lautet in Übersetzung: „Dass dieses Gebäude, das von Anfang an zum Nutzen der reformierten Kirche geweiht worden war, nach einem altersbedingten Einsturz zu diesem lieblichen erneuert worden ist, dafür sorgte ebendiese Kirche.“